# Autoroute A502 (France)
L'autoroute A502 est une autoroute française de 1 500 mètres reliant l'autoroute A50 à la route départementale 8n vers Toulon dans la banlieue d'Aubagne.

## Histoire
Une décision du 4 janvier 2023 (parue au Journal officiel le 8) officialise le transfert de l'autoroute A502 au département des Bouches-du-Rhône, en application de l'article 40 de la loi no 2022-217 du 21 février 2022 relative à la différenciation, la décentralisation, la déconcentration et portant diverses mesures de simplification de l'action publique locale, dite « loi 3DS ».

## Sorties
- Échangeur entre A50 et A502 : Marseille, La Penne-sur-Huveaune (demi-échangeur)
  -    Début de l’autoroute A502
- Aubagne - sud à 1 km : Aubagne (de et vers l'A50)
  -  Réduction à 2 × 2 voies
  -  Limitation à 70 km/h (sens A50-Aubagne)
  -  Réduction à 1 voie (sens A50-Aubagne)
  -  Limitation à 50 km/h (sens A50-Aubagne)
  -  Réduction à 2 × 2 voies
  -  Fin de l'autoroute A502 vers Cuges-les-Pins, Toulon